# أروى ديمون
أروى ديمون (بالإنجليزية: Arwa Damon)‏ هي صحفية أمريكية، ولدت في 19 سبتمبر 1977 في بوسطن في الولايات المتحدة.

## وصلات خارجية
- أروى ديمون على موقع IMDb (الإنجليزية)